# Бивио Корзика (Терни)
Бивио Корзика је насеље у Италији у округу Терни, региону Умбрија.
Према процени из 2011. у насељу је живело 47 становника. Насеље се налази на надморској висини од 492 м.